# Villa Doria d'Angri
Villa Doria d'Angri è una struttura storico-artistica di Napoli; è sita in via Petrarca 80, nel quartiere di Posillipo.
La villa oggi è sede dell'Università degli Studi di Napoli "Parthenope".

## Storia
Si tratta della più importante villa neoclassica della zona: fu voluta dal principe Marcantonio Doria d'Angri (1809-1837) esponente di spicco della famiglia di origini genovesi, i lavori furono completati nel 1833; la fece erigere dall'architetto Bartolomeo Grasso (1773-1835).
La struttura sembra che fuoriesca dalla roccia; essa, infatti, è stata appositamente concepita su un grande banco tufaceo, con il quale sembra formare un solo corpo architettonico. Il progetto primitivo, oggi lievemente alterato dalle aggiunte e dai rimaneggiamenti successivi, prevedeva un'architettura a due piani su un alto basamento a tre ordini di arcate, decorati a bugne in stucco. L'ultimo elemento tecnico regge l'ampia terrazza che circonda l'intera struttura e su cui verte, su ciascun lato, un loggiato con quattro colonne ioniche. I terrazzi laterali erano dei giardini pensili con giochi d'acqua e fontane, gli esterni proseguivano lungo le rampe che salivano sulla collina formando dei giardini di Delizie, ricchi di fiori e piante di elevato pregio.
Gli spazi interni sono stati lavorati da Guglielmo Bechi, ai quali donò delle originali decorazioni a motivi pompeiani, ma anche degli specchi, maioliche, stucchi, ecc.
La struttura monumentale possiede anche una pregevole pagoda ottagonale, realizzata da Antonio Francesconi (1806-1882), e una cappella ricca di statue.

## Galleria d'immagini

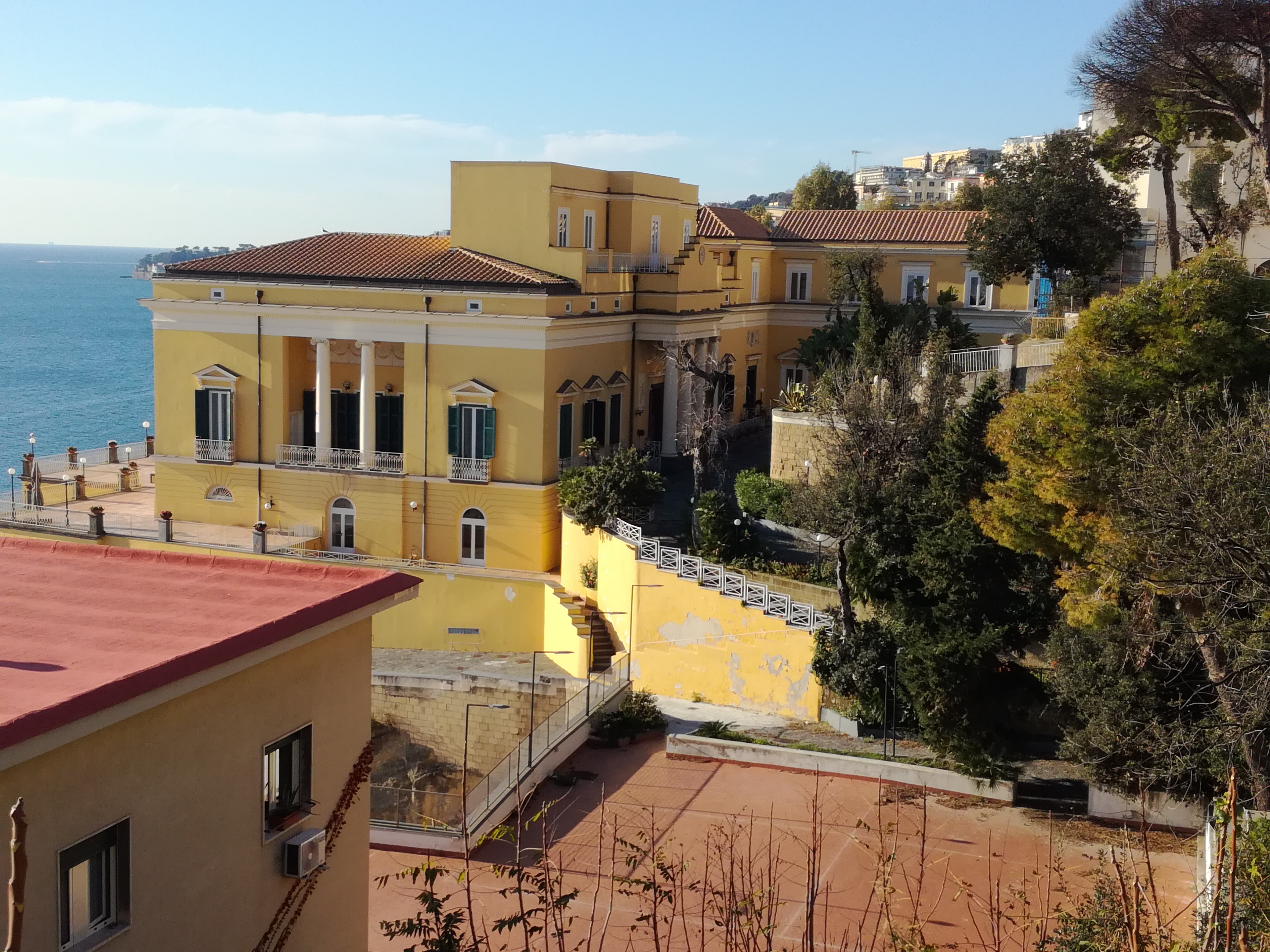
Vista laterale da via Orazio
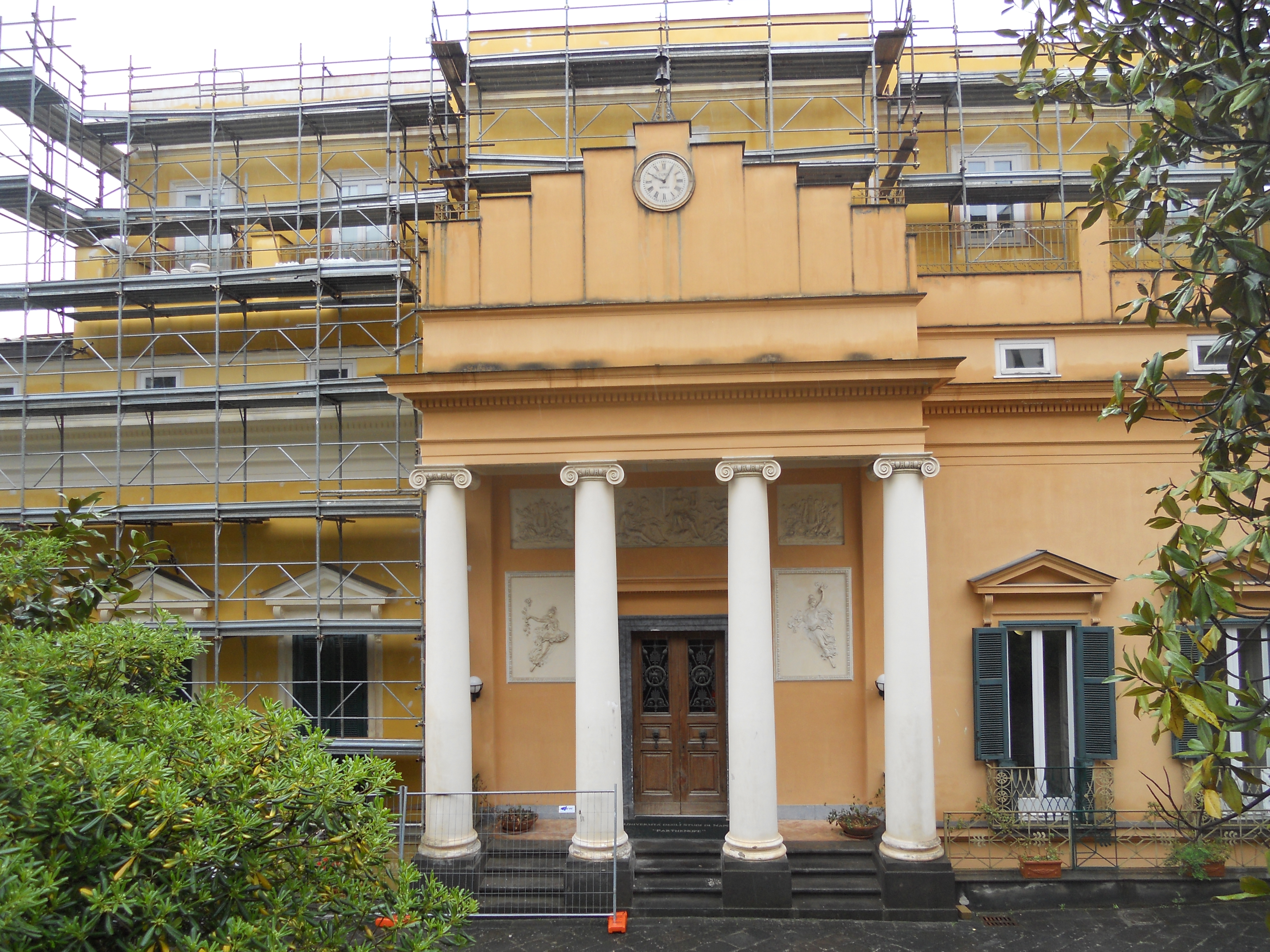
Entrata
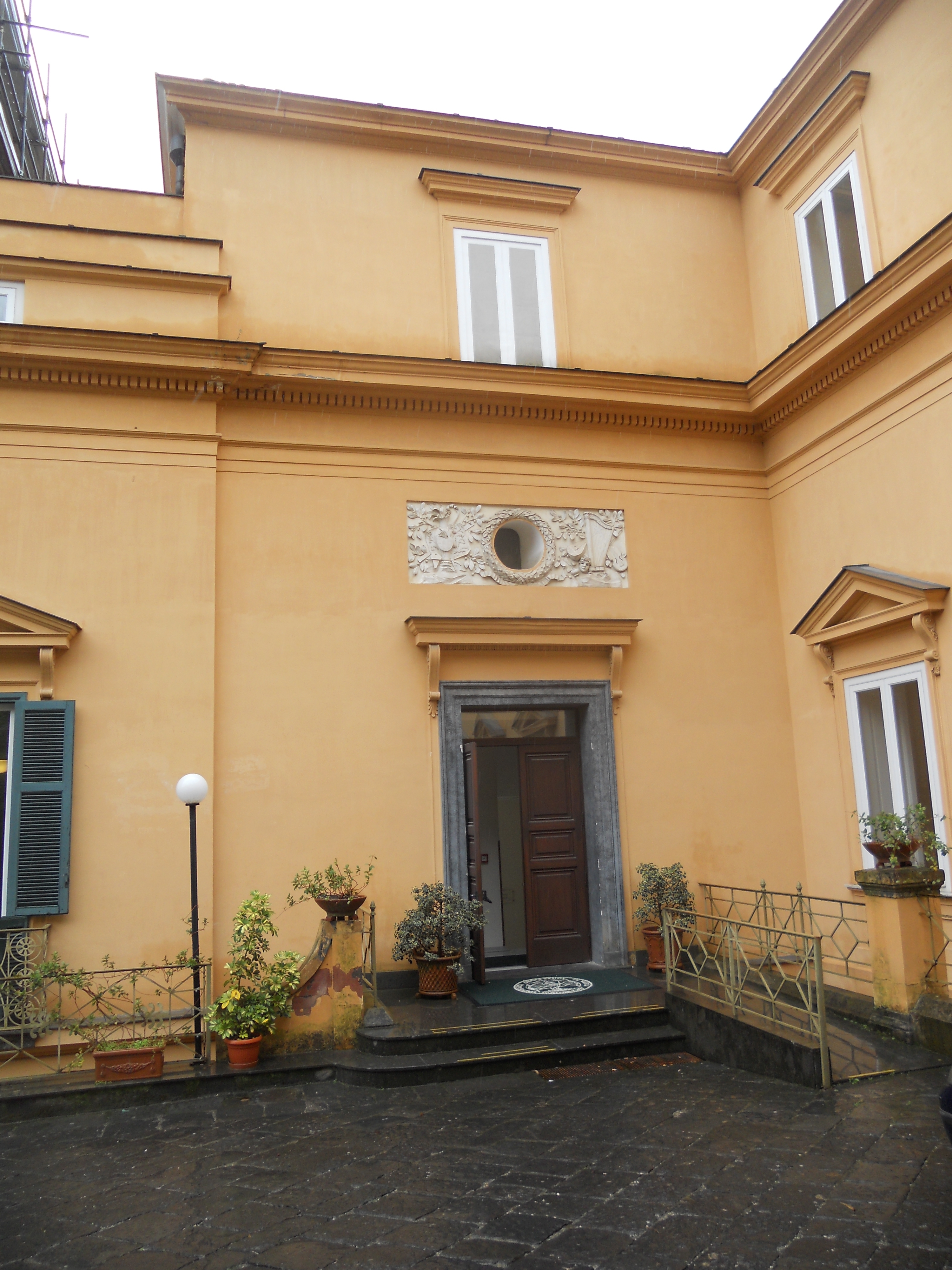
Entrata secondaria
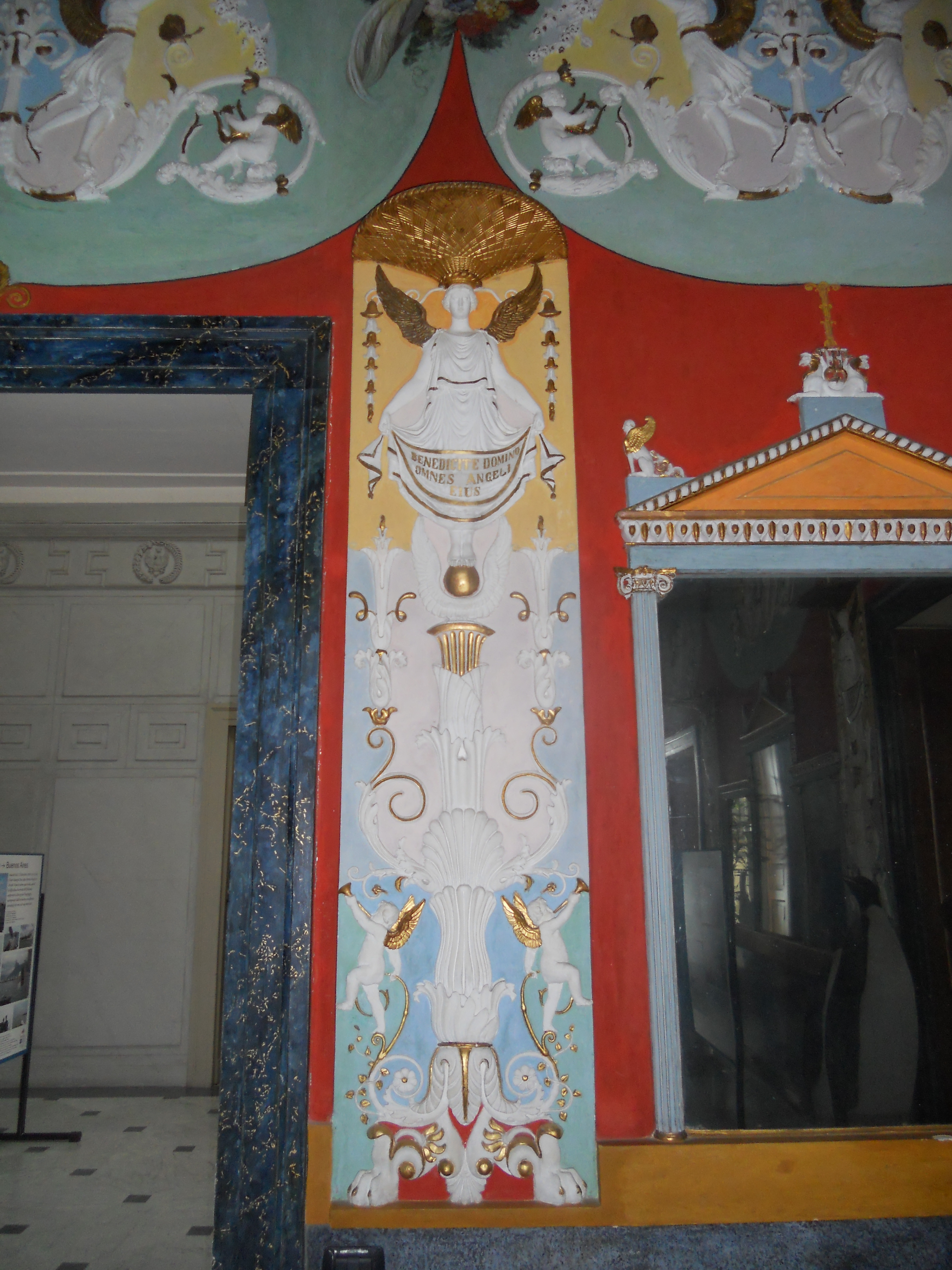
Affreschi degli interni
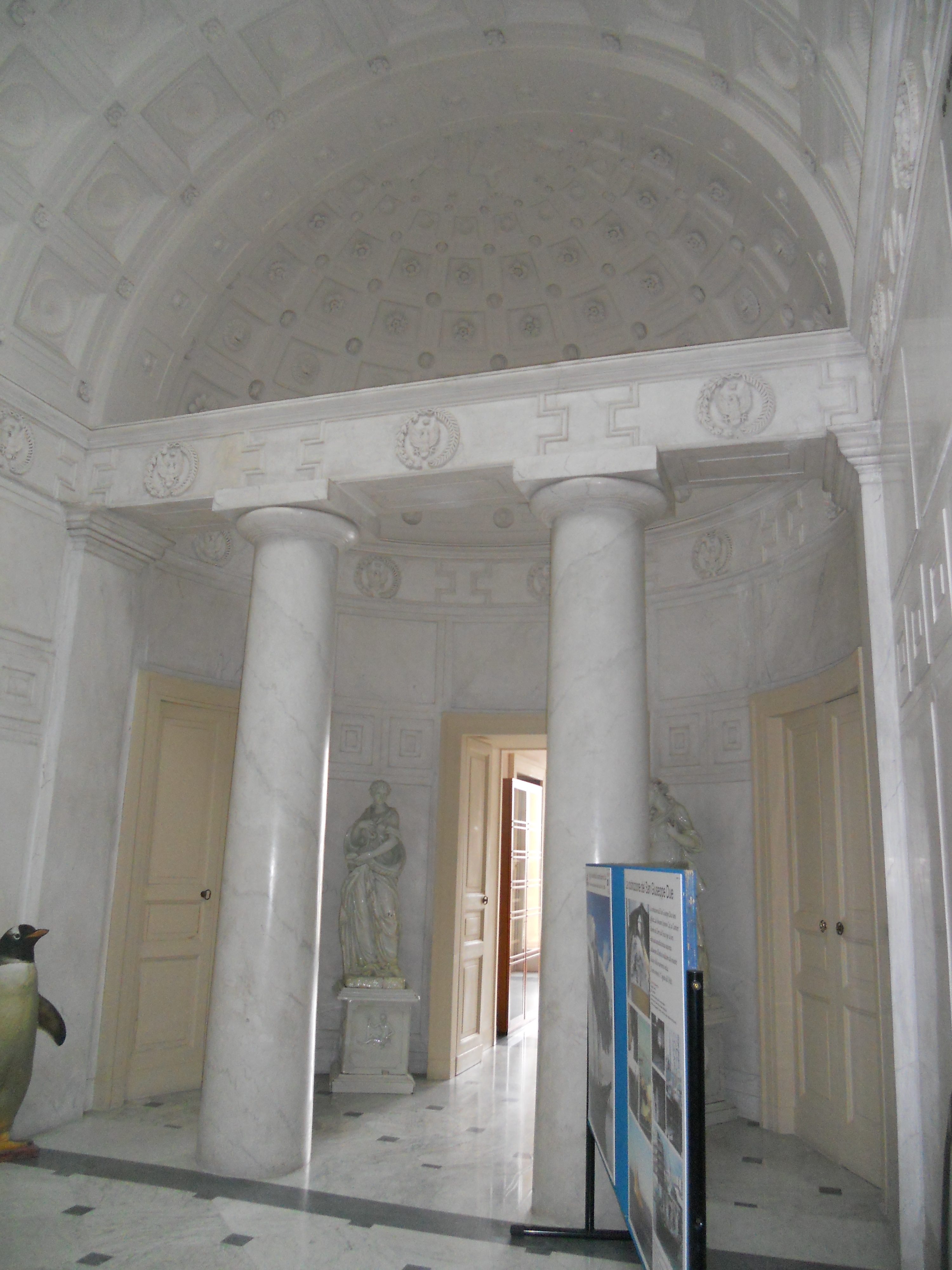
Colonne di marmo
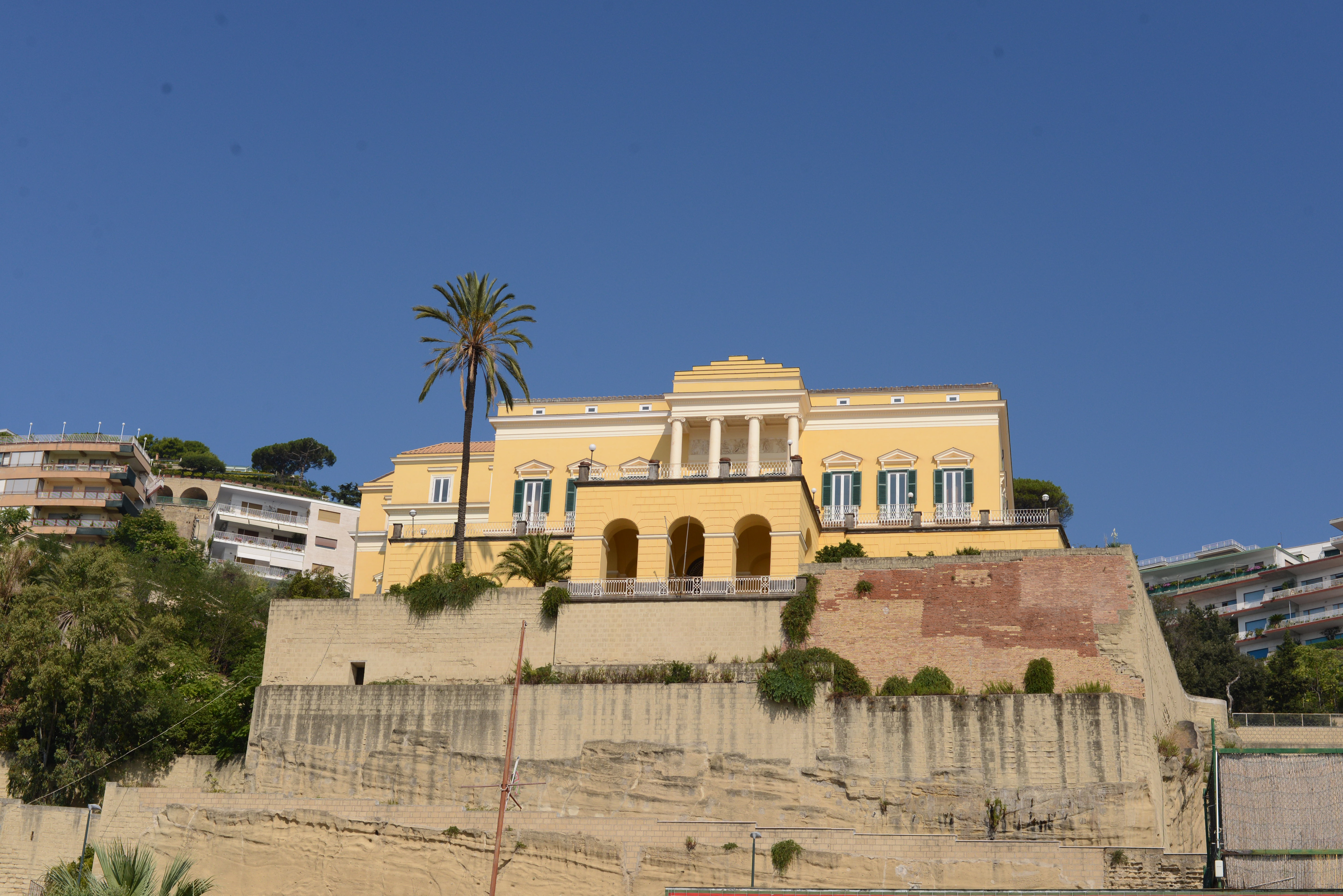
Particolare dell'esterno e dello sperone roccioso appositamente modellato per la struttura